# Piezobarra brevisensoriata
Piezobarra brevisensoriata (лат.) — ископаемый вид жесткокрылых насекомых рода Piezobarra из семейства ложнослоники (Anthribidae). Обнаружены в миоценовом доминиканском янтаре (остров Гаити, Карибский бассейн, Северная Америка). Возраст от 13,65 до 20,43 млн лет (по другим данным до 40 млн лет).

## Описание
Длина тела 4,4 мм, длина рострума 1,3 мм (он равен 0,4 от длины пронотума). От других видов своего рода отличается базальным поперечным пронотальным килем и очень короткими усиками. 7-й членик усиков в 2 раза длиннее своей ширины. Глаза грубо фацетированные, крупные, с менее чем 26 рядами омматидиев в длиннейшей оси. Тело коричневато-чёрное, с мелкими щетинками. Вид был впервые описан в 2016 году американским палеоэнтомологом Джорджем Пойнаром (George Poinar Jr; Department of Integrative Biology, Oregon State University, Корваллис, Орегон, США) и российским колеоптерологом Андреем Легаловым (Институт систематики и экологии животных СО РАН, Новосибирск, Россия).